# Lobão
Lobão, pseudonimo di João Luís Woerdenbag Filho (Rio de Janeiro, 11 ottobre 1957), è un cantante, compositore, polistrumentista e attore brasiliano.

## Discografia parziale
- (1982) Cena de Cinema
- (1984) Ronaldo foi pra Guerra
- (1985) Decadence Avec Élégance
- (1986) O Rock Errou
- (1987) Vida Bandida
- (1988) Cuidado!
- (1989) Sob o Sol de Parador
- (1990) Vivo
- (1991) O Inferno é Fogo
- (1995) Nostalgia da Modernidade
- (1998) Noite
- (1999) A Vida é Doce
- (2001) 2001: Uma Odisséia no Universo Paralelo
- (2005) Canções Dentro da Noite Escura
- (2007) Acústico MTV
- (2010) 50 Anos a Mil (Das Tripas, Coração/Song For Sampa)
- (2012) Sexy & Brutal (Ao Vivo Em São Paulo)